# Rock in Opposition France Event
Rock in Opposition France Event est un festival français dirigé par Michel Besset, se déroulant à Cap'Découverte (Le Garric), près de Carmaux dans le Tarn, chaque année à la mi-septembre. Il regroupe des artistes reconnus dans les domaines du rock in opposition, zeuhl, rock progressif tels que Magma, Guapo, Faust, Zao, Univers Zéro, Koenji Hyakkei, Present, Charles Hayward, etc.

## Programmation
La première édition eut lieu du 13 au 15 avril 2007. Elle présentait les artistes Salle Gaveau, Magma, Guapo, Faust, Zao, Present (en), Mats/Morgan Band (en), NeBeLNeST, Peter Blegvad Trio.
Initialement prévu pour être bisannuel, ce festival est devenu annuel depuis l'édition de septembre 2009.
Les programmateurs du festival revendiquent un choix d’artistes entièrement basé sur la qualité et le niveau de composition, à l'encontre de la musique commerciale (à l’instar des groupes que l’on peut entendre lors de cette manifestation, s’apparentant le plus souvent au vaste courant du Rock in Opposition). Les artistes régulièrement programmés sont Magma, Guapo, Faust, Art Zoyd, Present (en), Univers Zéro, etc. Outre l'invitation de figures mythiques du Rock in Opposition et du Rock progressif (dont notamment Christian Vander et Robert Wyatt qui parrainent régulièrement des éditions), le festival s'attache à programmer de jeunes groupes peu connus du public français.

## Genres musicaux
- Rock in Opposition
- Rock progressif
- Art rock
- Zeuhl
- Rock instrumental
- Krautrock